# Vereniging van Radio Zend Amateurs
Die Vereniging van Radio Zend Amateurs (VRZA), deutsch „Vereinigung der Funkamateure“, ist eine nationale Vereinigung von Funkamateuren in den Niederlanden.

## Geschichte
Die 1951 gegründete VRZA ist eine Vereinigung von, für und durch Funkamateure. Ihr Ziel ist, den Amateurfunk und die Interessen ihrer Mitglieder zu fördern. Dies geschieht unter anderem durch:
- Pflege und Förderung von Kontakten auf nationaler und internationaler Ebene zu Organisationen und Institutionen, die sich mit Amateurfunk befassen,
- Veröffentlichungen in Zusammenhang mit Amateurfunk,
- Durchführung von Ausbildungskursen zur Vorbereitung auf die Amateurfunkprüfung,
- Bildung und Pflege lokaler oder regionaler Niederlassungen sowie
- Mitarbeit am niederländischen QSL-Kartenbüro.[3]

Die VRZA gliedert sich in siebzehn Abteilungen (Afdelingen) innerhalb der Niederlande. Sie gibt eine Vereinszeitschrift mit dem Titel CQ-PA heraus.
Die VRZA ist kein Mitglied in der International Amateur Radio Union (IARU), der internationalen Vereinigung von Amateurfunkverbänden. Die Funkamateure des Landes werden dort durch die Vereniging voor Experimenteel Radio Onderzoek Nederland (VERON), „Verband für experimentelle Funkforschung in den Niederlanden“, vertreten.